# Luis Miguel Acevedo
Luis Miguel Acevedo Tabárez (Montevideo, 5 de octubre de 1996) es un futbolista uruguayo. Juega de delantero en Deportes Temuco de la Primera B de Chile.

## Trayectoria

### Cerro
Debutó de forma oficial el 11 de agosto de 2018, frente a Nacional, partido que resultó perdido por 2 a 1; disputó los 90 minutos. Con el club albiceleste logró, por primera vez en la historia del equipo, la clasificación a la Copa Sudamericana, de la cual quedaron eliminados en segunda fase.

### Peñarol
En la primera semana de febrero de 2019 se oficializa su arribo al Club Atlético Peñarol. Debutó con el Carbonero el mismo mes, el día domingo 24, frente a Rampla Juniors; ingresó a los 81' y convirtió un gol y una asistencia. Acabó la temporada con 8 goles en 23 partidos.

### Rentistas
Al año 2022 se encuentra integrando el plantel del equipo rojo.

### Deportes Temuco
El 20 de diciembre de 2022 es anunciado como nuevo jugador de Deportes Temuco de la Primera B de Chile, con vistas a la temporada 2023.

## Estadísticas
|                           | Div.                | Temporada           | Liga  | Liga                | Copas nacionales | Copas nacionales | Torneos internacionales | Torneos internacionales | Total | Total               |
| Part.                     | Div.                | Temporada           | Goles | Part.               | Goles            | Part.            | Goles                   | Part.                   | Goles |                     |
| ------------------------- | ------------------- | ------------------- | ----- | ------------------- | ---------------- | ---------------- | ----------------------- | ----------------------- | ----- | ------------------- |
| Cerro · Uruguay           | 1.ª                 | 2018                | 12    | 6                   | —                | —                | —                       | —                       | 12    | 6                   |
| Cerro · Uruguay           | Total club          | Total club          | 12    | 6                   | 0                | 0                | 0                       | 0                       | 12    | 6                   |
| C. A. Peñarol · Uruguay   | 1.ª                 | 2019                | 19    | 8                   | —                | —                | 4                       | 0                       | 23    | 8                   |
| C. A. Peñarol · Uruguay   | 1.ª                 | 2020                | 12    | 0                   | —                | —                | 6                       | 0                       | 18    | 0                   |
| C. A. Peñarol · Uruguay   | Total club          | Total club          | 31    | 8                   | 0                | 0                | 10                      | 0                       | 41    | 8                   |
| Danubio · Uruguay         | 2.ª                 | 2021                | 20    | 5                   | —                | —                | —                       | —                       | 20    | 5                   |
| Danubio · Uruguay         | Total club          | Total club          | 20    | 5                   | 0                | 0                | 0                       | 0                       | 20    | 5                   |
| C. A. Rentistas · Uruguay | 1.ª                 | 2022                | 32    | 7                   | —                | —                | —                       | —                       | 32    | 7                   |
| C. A. Rentistas · Uruguay | Total club          | Total club          | 32    | 7                   | 0                | 0                | 0                       | 0                       | 32    | 7                   |
| Deportes Temuco · Chile   | 2.ª                 | 2023                | 29    | 1748378473847347873 | 5                | 4                | —                       | —                       | 34    | 8839289283928989389 |
| Deportes Temuco · Chile   | 2.ª                 | 2024                | 14    | 5                   | 2                | 0                | —                       | —                       | 16    | 5                   |
| Deportes Temuco · Chile   | 2.ª                 | 2025                | 9     | 8                   | 6                | 4                | —                       | —                       | 15    | 12                  |
| Deportes Temuco · Chile   | Total club          | Total club          | 52    | 21                  | 11               | 8                | 0                       | 0                       | 63    | 29                  |
| Total en su carrera       | Total en su carrera | Total en su carrera | 147   | 47                  | 11               | 8                | 10                      | 0                       | 168   | 55                  |
| 1. 2. 3.                  |                     |                     |       |                     |                  |                  |                         |                         |       |                     |

## Palmarés

### Títulos nacionales
| Título          | Club          | País    | Año  |
| --------------- | ------------- | ------- | ---- |
| Torneo Apertura | C. A. Peñarol | Uruguay | 2019 |

## Vida personal
Es el hermano mayor del mediocampista Nicolás Acevedo, que actualmente milita en EC Bahia.